# Hankyu série 2300 (II)
Pour les articles homonymes, voir Série 2300 (homonymie).
Les trains de la série Hankyu 2300 (阪急2300系電車, はんきゅう2300けいでんしゃ）) est un modèle de train prévu pour les services Express Limité de la Hankyu Corporation (Hankyu) .

## Aperçu
Il est présenté, en Mai 2024, comme le premier modèle de train spécialisé pour les services express limité de la ligne Kyoto, avec des sièges transversaux depuis la série 9300. Le premier service de réservation de sièges de la compagnie Hankyu, appelé « PRiVACE », dispose de  voitures avec des sièges inclinables rotatifs .
Le nom « série 2300 » était également utilisé pour le modèle de train qui était en service jusqu'en 2016 ,et comme avant pour la série 1300, le numéro a été réutilisé. Son nom officiel complet est série 2300 (II ou 2nde génération).

## Opération
Il a commencé à circuler en service commercial sur la ligne Kyoto le 21 juillet 2024 et parallèlement a commencé à offrir le service « PRIVACE » le même jour . Le plan est d'introduire 12 formations à l'avenir et d'unifier les modèles de formations express limités de la ligne de Kyoto  .
Cependant, en 2024, une seule formation sera introduite, et pour le moment, les voitures « PRiVACE » ,déjà construites seront temporairement intégrés dans les formations de la série 9300 . À l'avenir, parallèlement à la livraison de la série 2300, il est prévu que les voitures PRiVACE soient progressivement switchées et intégrées dans les nouvelles formations de la serie 2300 fraichement livrées.